# Šabolovskaja (stanice metra v Moskvě)
Šabolovskaja (rusky Шаболовская) je stanice moskevského metra. Pojmenována je podle ulice Šabolovka vedoucí nad ní.

## Charakter stanice
Šabolovskaja se nachází na Kalužsko-Rižské lince, v její jižní části, nedaleko centra města. Je konstruována jako trojlodní s prostupy, hluboce založená, 46,5 m pod povrchem. Má jen jeden výstup, vedoucí ze střední lodi eskalátorovým tunelem do proskleného povrchového vestibulu čtvercového půdorysu. Střední loď je zkrácena a na jejím konci je umístěná dekorativní skleněná stěna zobrazující televizní věž Šuchovskaja. Na obklad stanice byl použit světlý mramor, na podlahu světlá žula a stěny za nástupištěm jsou obloženy vlnitým hliníkem. Hlavním tématem při architektonickém ztvárnění stanice bylo rádio a televizní vysílání.
Velká část stanice byla postavena již roku 1962 jako součást úseku Okťabrskaja – Novyje Čerjomuški, ale vzhledem ke komplikacím s eskalátorovým tunelem se výstavba zpozdila o 18 let. Pro veřejnost se tak Šabolovskaja otevřela až 6. listopadu roku 1980. Během dlouhé doby výstavby však byly některé její prvky modernizovány, takže již v ničem nepřipomíná stanice z 60. let minulého století.